# Tour France
La tour France est un gratte-ciel résidentiel situé quai De Dion-Bouton à Puteaux, dans le quartier d'affaires de La Défense, en France.
Située en bord de Seine, la Tour France est le second plus haut immeuble d'habitation d'Île-de-France après la Tour Défense 2000.

## Habitant célèbre
Lors de sa construction, le chanteur Gilbert Bécaud fit déposer son piano à queue par une grue dans l'appartement du dernier étage, avant que le toit fut construit, l'accompagnant lui-même lors de l'ascension sur la plateforme.
En 1978, Albert Spaggiari y a vécu caché chez sa maîtresse.

## Iconographie

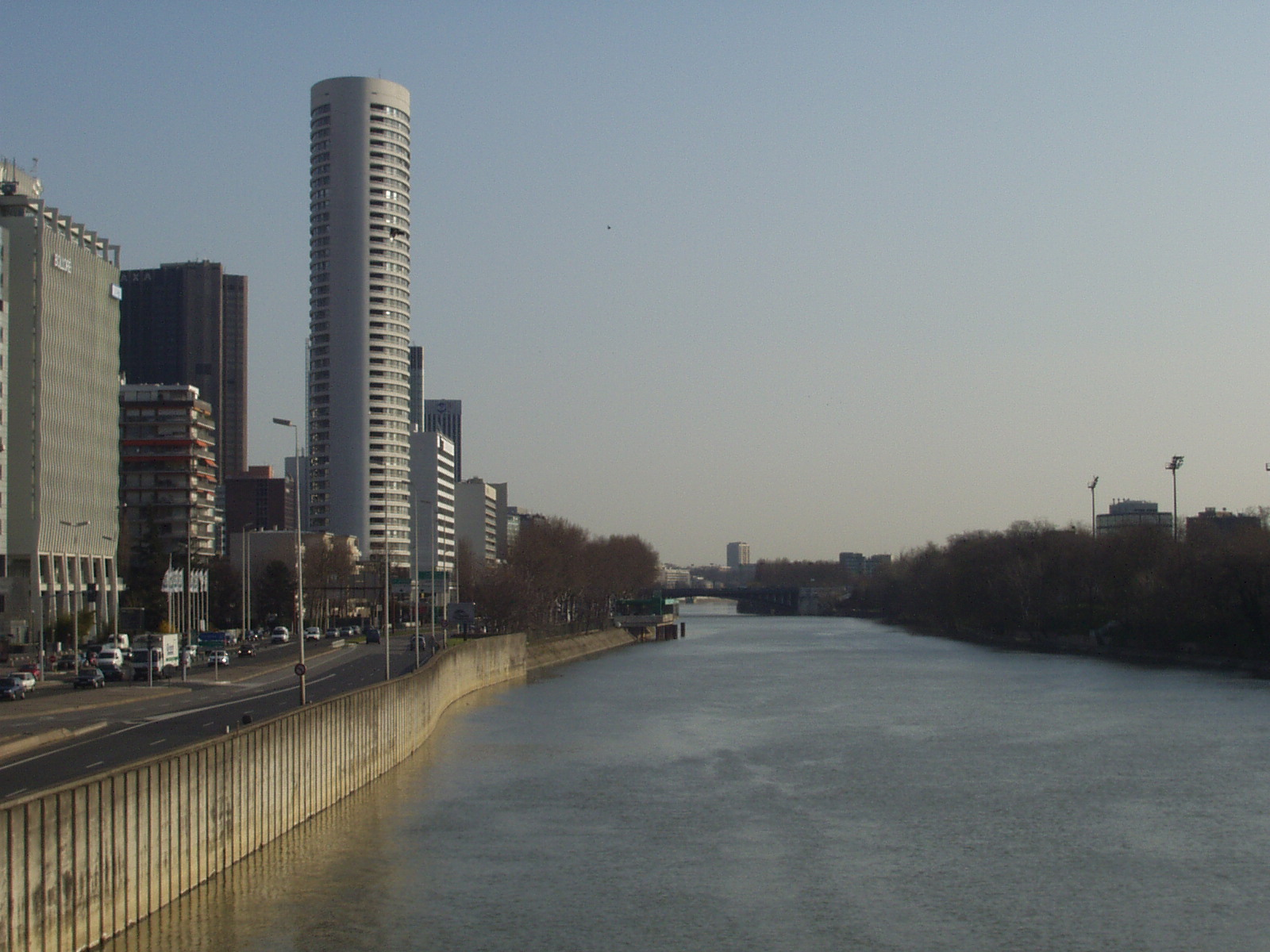
Vue depuis le pont de Puteaux.
Vue élargie de la tour France.